# Церковь Вознесения Девы Марии (Деревная)
Церковь Вознесения Пресвятой Девы Марии (бел. Касцёл Унебаўзяцця Найсвяцейшай Дзевы Марыі) — католический храм в агрогородке Деревная, Минская область, Белоруссия. Относится к Столбцовскому деканату Минско-Могилёвского архидиоцеза. Памятник архитектуры, построен в 1590 году, перестроен в 1630 году, архитектура храма сочетает черты готического стиля и ренессанса. Храм включён в Государственный список историко-культурных ценностей Республики Беларусь (код 612Г000611). Расположен по адресу: ул. Ваньковича, 17.
В некоторых источниках также называется «Благовещенским», но на сайте Католической церкви в Белоруссии подтверждается, что храм освящён в честь Вознесения Девы Марии.

## История

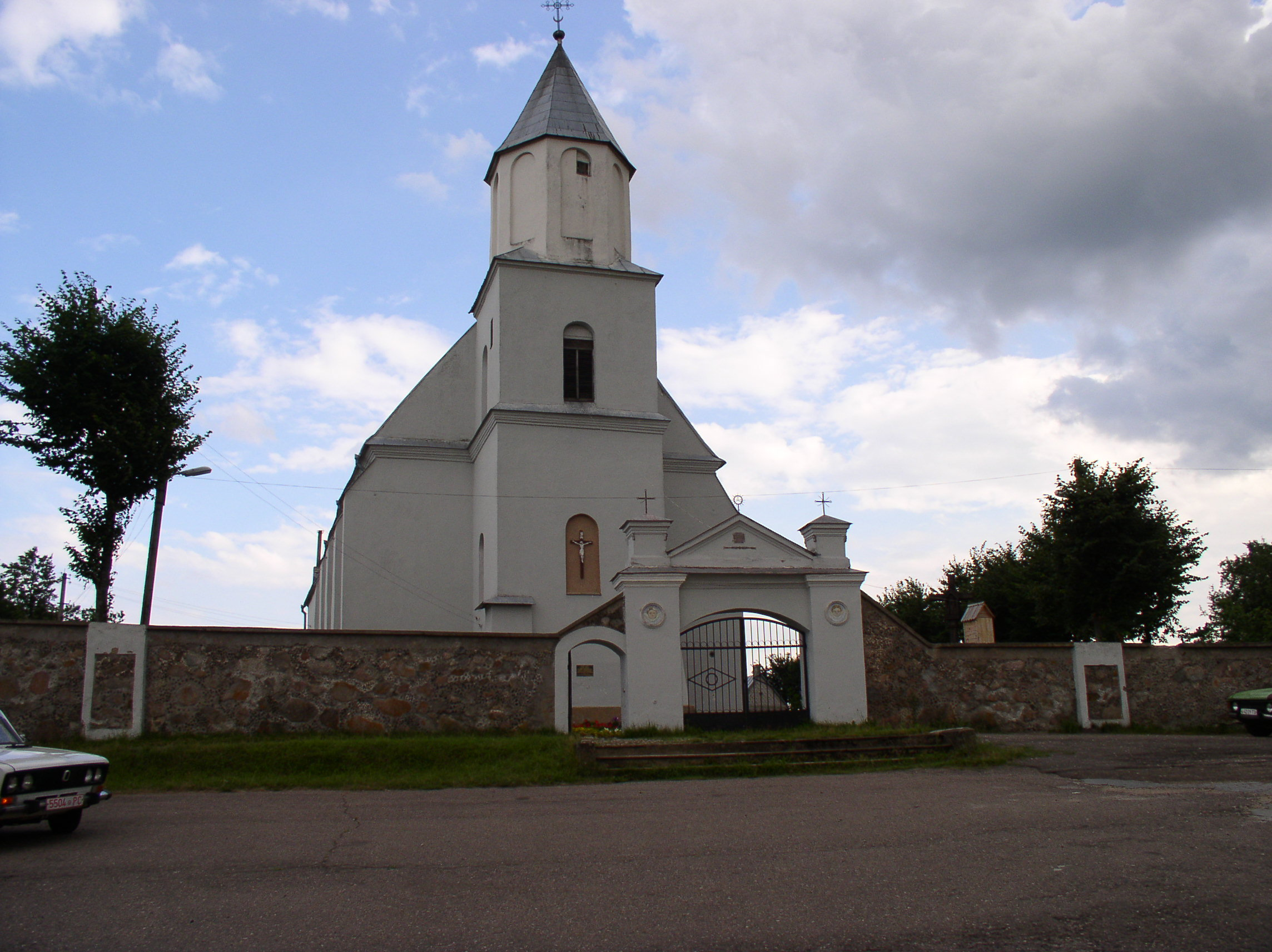
Главный фасад, ворота и ограда

Храм построен в 1590 году как кальвинистский сбор. В 1630-е годы на средства Войцеха Селявы храм был перестроен в католический костёл. По мнению искусствоведа Т. В. Габрусь, можно говорить о строительстве де-факто нового храма в 1630-е годы. При храме в течение XVII—XVIII веков действовали больница и школа.
Во второй половине XVII века к храму пристроена башня, в XVIII века она была заменена на новую, тогда же проведена реставрация храма.

## Архитектура
Храм Вознесения Пресвятой Девы Марии — однонефный, прямоугольный в плане, с пятигранной алтарной частью и двумя небольшими боковыми ризницами. Башня главного фасада пристроена к храму позднее, она имеет три яруса, два из которых четвериковые и один — восьмериковый. Башня увенчана шатровым завершением с крестом. Углы башни в нижней части укреплены контрфорсами, как и стены основного объёма.
Окна полуциркульные, расположены в верхней части стен. Объём храма перекрыт цилиндрическим сводом на подпружных арках с распалубкой над оконными проемами. Алтарная часть открывается в основное помещение большим арочным проёмом. Притвор и ризницы перекрыты крестовыми сводами. В основном помещении над входом хоры, поддерживаемые четырьмя колоннами. На хоры ведут две боковые лестницы, расположенные в толще стен. Под окнами — плоские арочные ниши.